# Banque de Papouasie-Nouvelle-Guinée
La Banque de Papouasie-Nouvelle-Guinée (en anglais : Bank of Papua New Guinea) est la banque centrale de Papouasie-Nouvelle-Guinée. Elle a été créée en 1973.

## Histoire
En préparation à l'indépendance, la Banque de Papouasie-Nouvelle-Guinée fut créée comme banque centrale du pays en 1973. Le nouveau gouvernement de Papouasie-Nouvelle-Guinée (PNG) fit connaître son souhait que toutes les banques de Papouasie-Nouvelle-Guinée soient constituées en société locale, plutôt que d'être des succursales d'une société mère étrangère. La National Australia Bank (NAB) implanta ses activités en Papouasie-Nouvelle-Guinée en 1974, sous le nom de Bank South Pacific (BSP). La même année, la Commonwealth Bank se retira de Papouasie-Nouvelle-Guinée, transférant ses activités au nouveau gouvernement de Papouasie-Nouvelle-Guinée, qui la rebaptisa « Papua New Guinea Banking Corporation » (PNGBC). La Papouasie-Nouvelle-Guinée accéda à l'indépendance en 1975. Le Groupe bancaire australien et néo-zélandais créa l'ANZ (PNG) en 1976. En 1990, l'ANZ acquit les activités de Lloyds en Papouasie-Nouvelle-Guinée.
Le gouvernement encouragea ensuite la banque à céder des parts à des citoyens locaux. La BSP a procédé à des introductions en bourse en 1980 et 1981, permettant aux citoyens locaux de détenir 13 % des actions de la banque. Plus tard, le gouvernement a décidé d'acquérir le contrôle de la BSP. En 1993, National Investment Holdings Limited (NIHL) a d'abord acquis les 87 % de la NAB, puis les 13 % des actions détenues par le public, ce qui lui a valu une participation de 100 % dans la BSP. NIHL a ensuite changé de nom pour devenir BSP.
En 1983, la Banque Indosuez a créé Indosuez Nuigini en Papouasie-Nouvelle-Guinée, avec des bureaux à Port Moresby et à Lae. Indosuez Nuigini était détenue à 49 % par la Banque Indosuez, à 41,5 % par la Banque de Papouasie-Nouvelle-Guinée, le reste étant détenu par le public. La Bank of Hawaii a acquis Indosuez Nuigini en 1997 pour 5,6 millions de dollars et l'a rebaptisée Bank of Hawaii (PNG) Ltd.
En 1994, Maybank a créé une filiale en Papouasie-Nouvelle-Guinée, Maybank (PNG) Limited, et a ouvert deux succursales, l'une à Port Moresby et l'autre à Lae. En septembre 2015, Maybank a quitté la Papouasie-Nouvelle-Guinée en vendant Maybank (PNG) Limited et Mayban Property (PNG) Limited à Kina Ventures Ltd.
En 2018, ANZ Bank a cédé ses services bancaires aux particuliers, aux entreprises et aux PME à Kina Bank, ne conservant que ses services bancaires aux grandes entreprises dans le pays. En 2021, Kina Securities Ltd (propriétaire de Kina Bank) a également cherché à acquérir les activités bancaires de Westpac Bank dans le Pacifique. Cependant, l'acquisition de Westpac PNG a été rejetée par la Commission indépendante de la consommation et de la concurrence de Papouasie-Nouvelle-Guinée, ce qui a conduit Westpac à résilier son contrat de vente avec Kina pour Westpac PNG et Westpac Fiji.
BPNG est engagé dans l'élaboration de politiques visant à promouvoir l'inclusion financière et est membre de l'Alliance pour l'inclusion financière, qui a été créée en 2008. En 2013, BPNG a pris l'engagement de la Déclaration Maya pour créer un environnement propice à la construction d'un secteur financier inclusif en Papouasie-Nouvelle-Guinée.

## Liste de gouverneurs
| Rang | Nom             | Mandat                  |
| ---- | --------------- | ----------------------- |
| 1er  | Henry ToRobert  | (1973–1993)             |
| 2e   | Mekere Morauta  | (1993–1994)             |
| 3e   | Koiari Tarata   | (1994–1998)             |
| 4e   | John Vulupindi  | (1998)                  |
| 5e   | Morea Vele      | (1998–1999)             |
| 6e   | Wilson Kamit    | (1999–2009)             |
| 7e   | Loi Bakani      | (2009-2021)             |
| 8e   | Benny Popoitai  | (Sept. 2022-janv. 2023) |
| 9e   | Elizabeth Genia | (2024 - )               |